# IXモノグラム

IXモノグラム

IXモノグラムまたはXIモノグラムとは、車輪のスポーク型をした初期キリスト教のモノグラムの一種。円で囲まれることもある。
IHSOYS （ギリシア語でイエスを意味するΙησους）の「I」またはIota文字とともにXPISTOS (ギリシア語でキリストを意味するΧριστος）の「X」またはホーチミの組み合わせで形成される。このモノグラムは古代の墓碑銘に見られる。

## ギャラリー

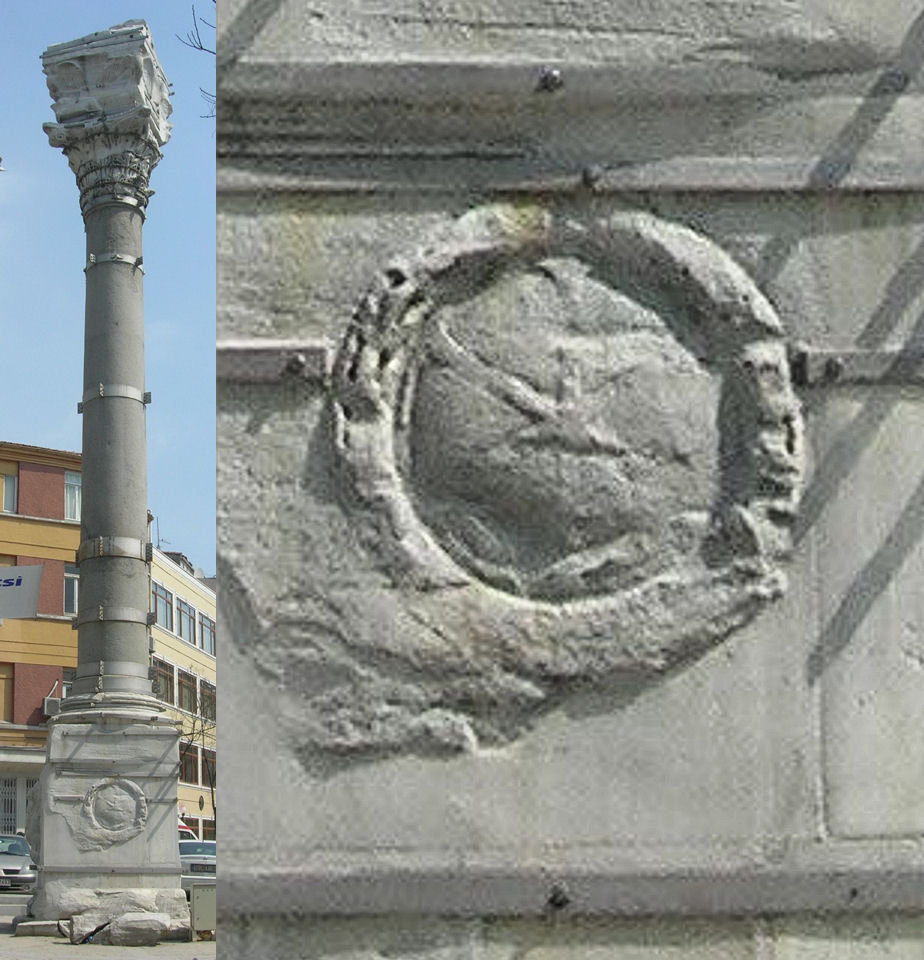
5世紀のマルシャンのビザンチン様式の柱には、花輪の内側にXIモノグラムが示されている。
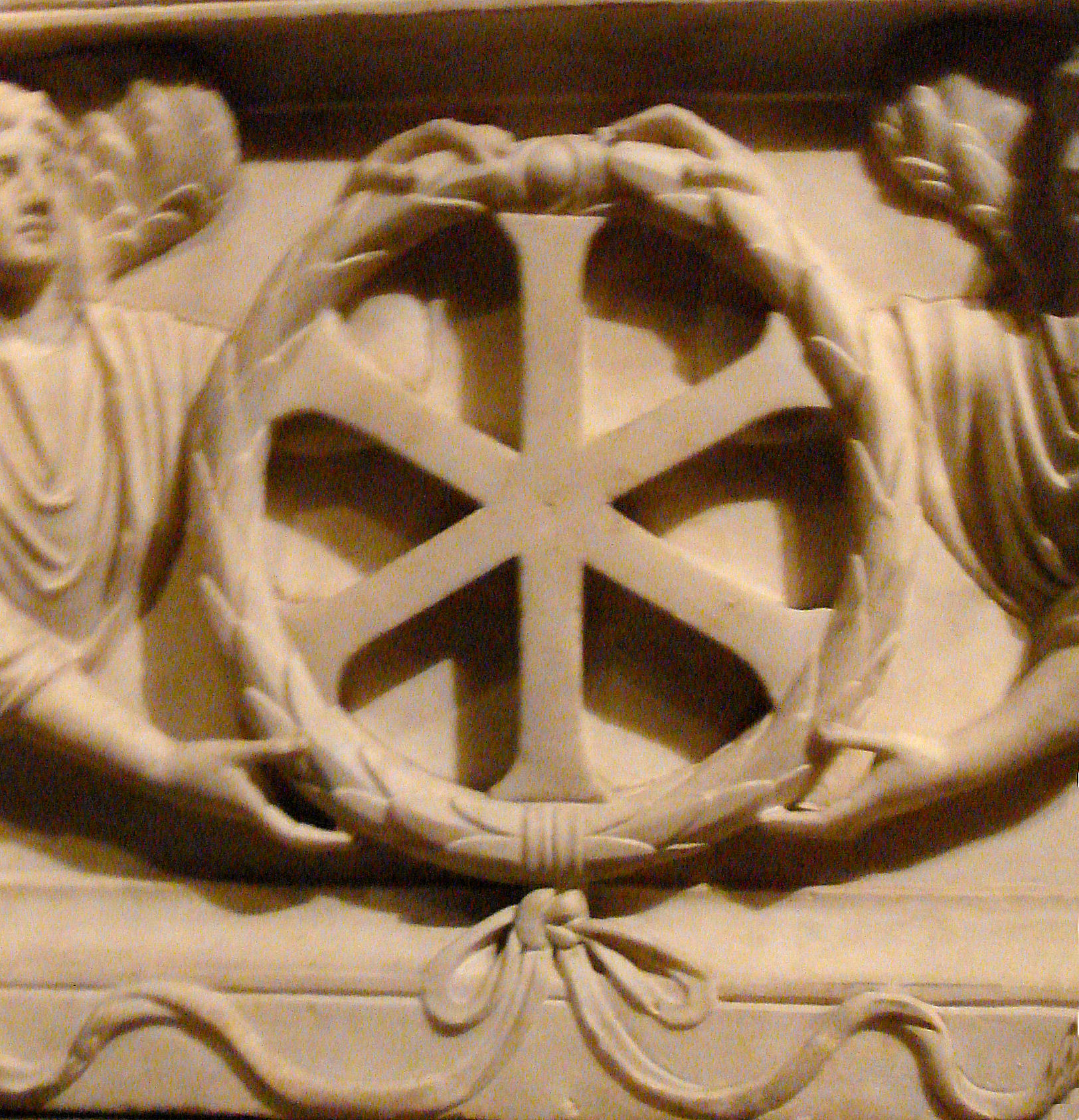
コンスタンチノープルの石棺に彫られたIXモノグラムの細部、3世紀末から4世紀初頭。
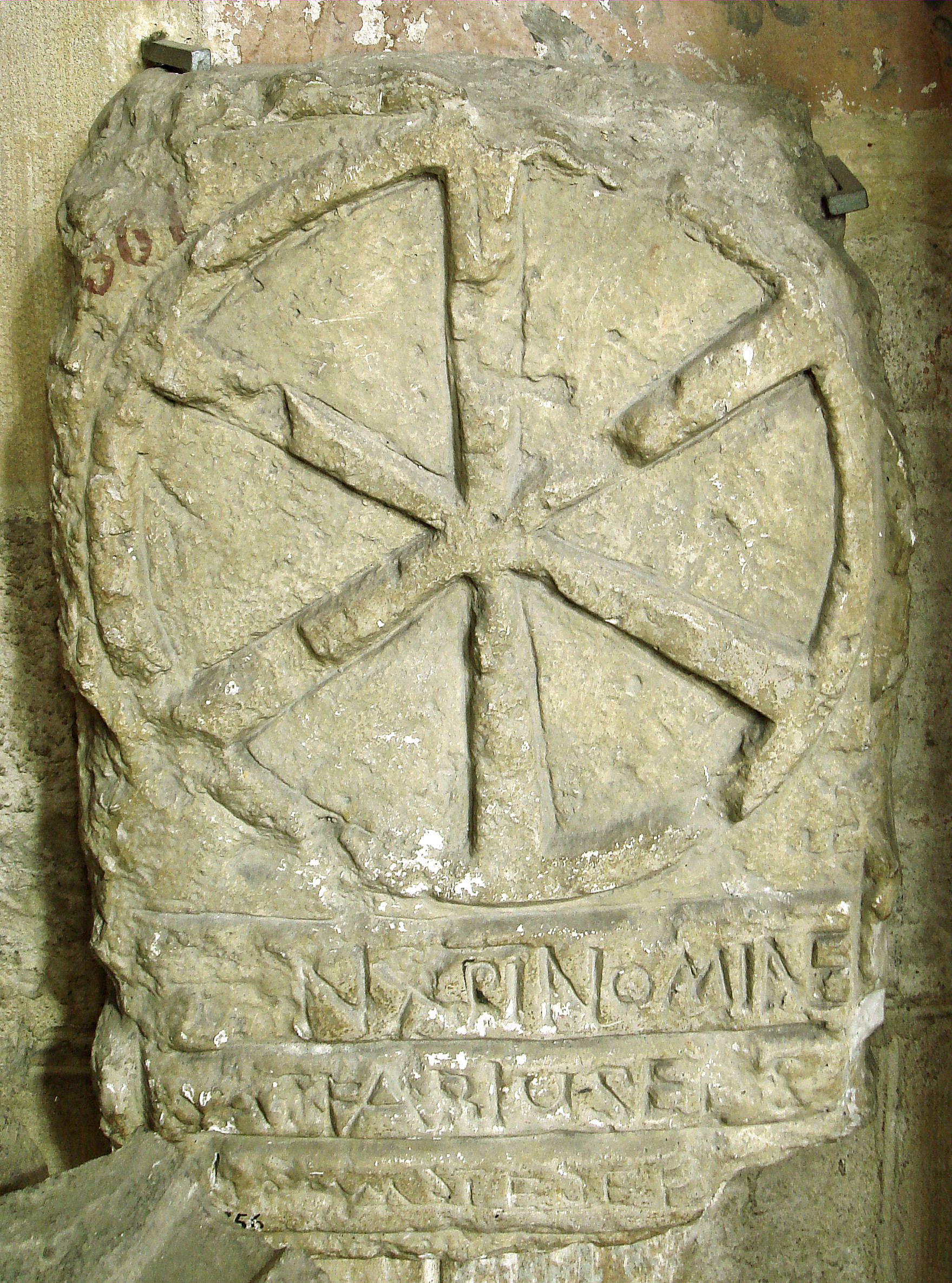
メロビンギアンの石棺の覆い。サン＝ジェルマン＝アン＝レー博物館。
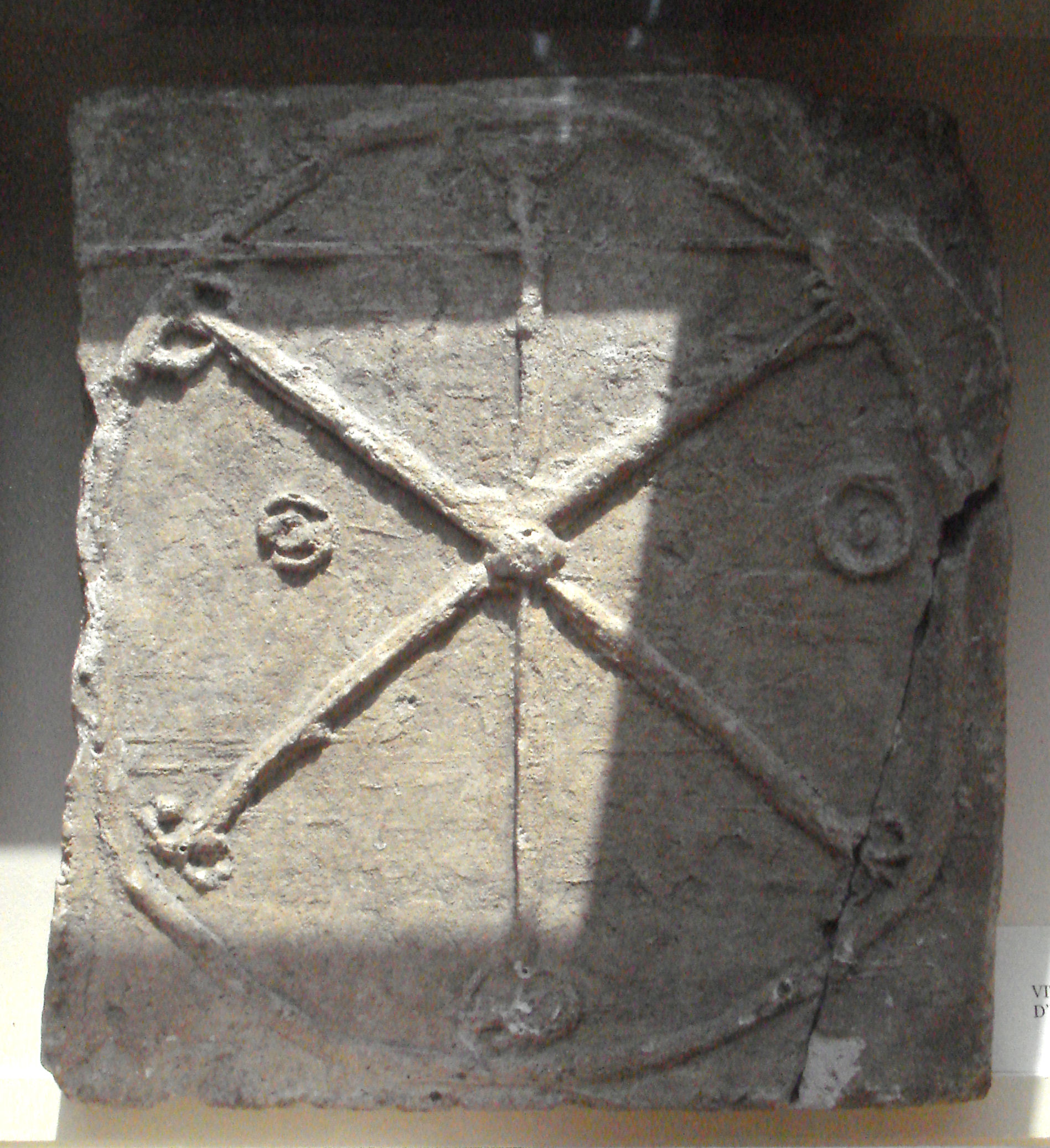
メロビンギアンの石棺の記号、6-7世紀、パリ。カルナヴァレ美術館。
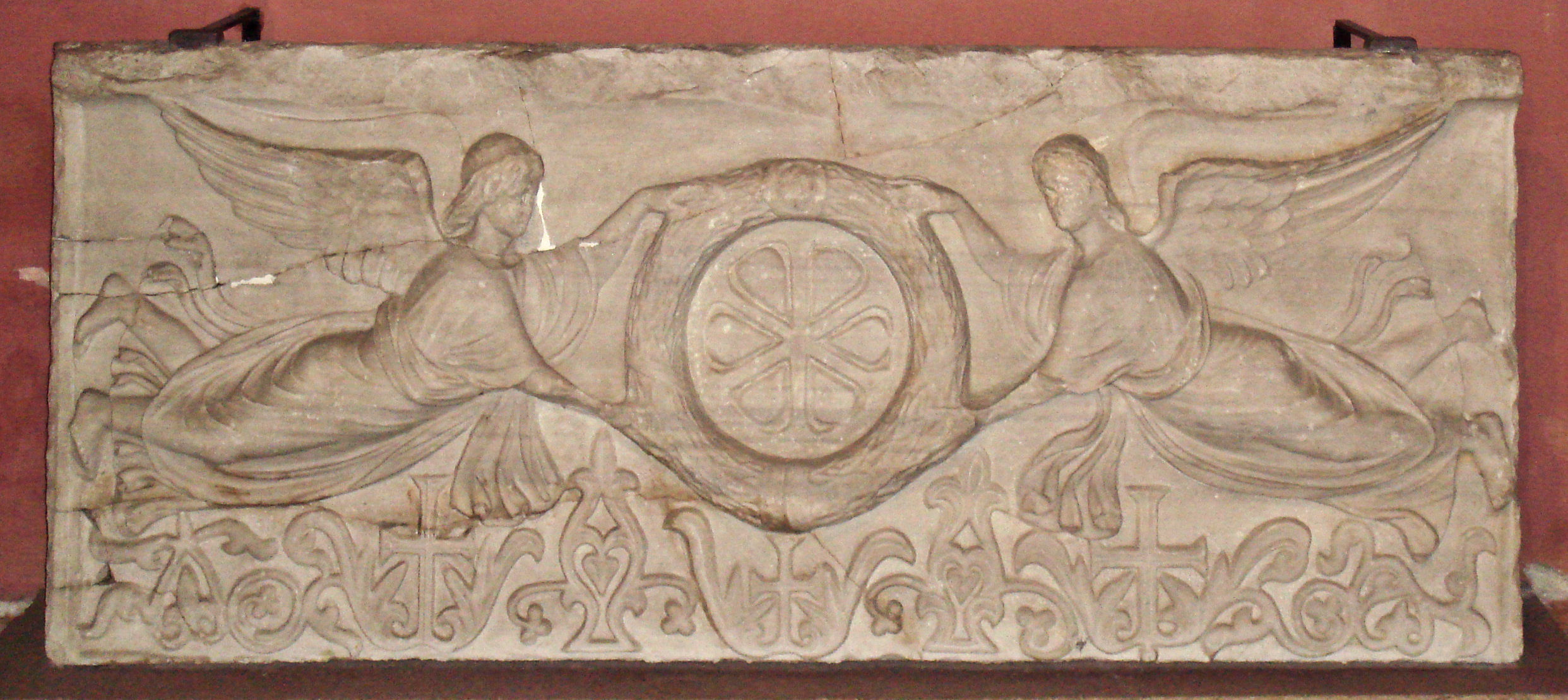
スラブの石棺、ベヤズットス、コンスタンチノープル、5世紀。
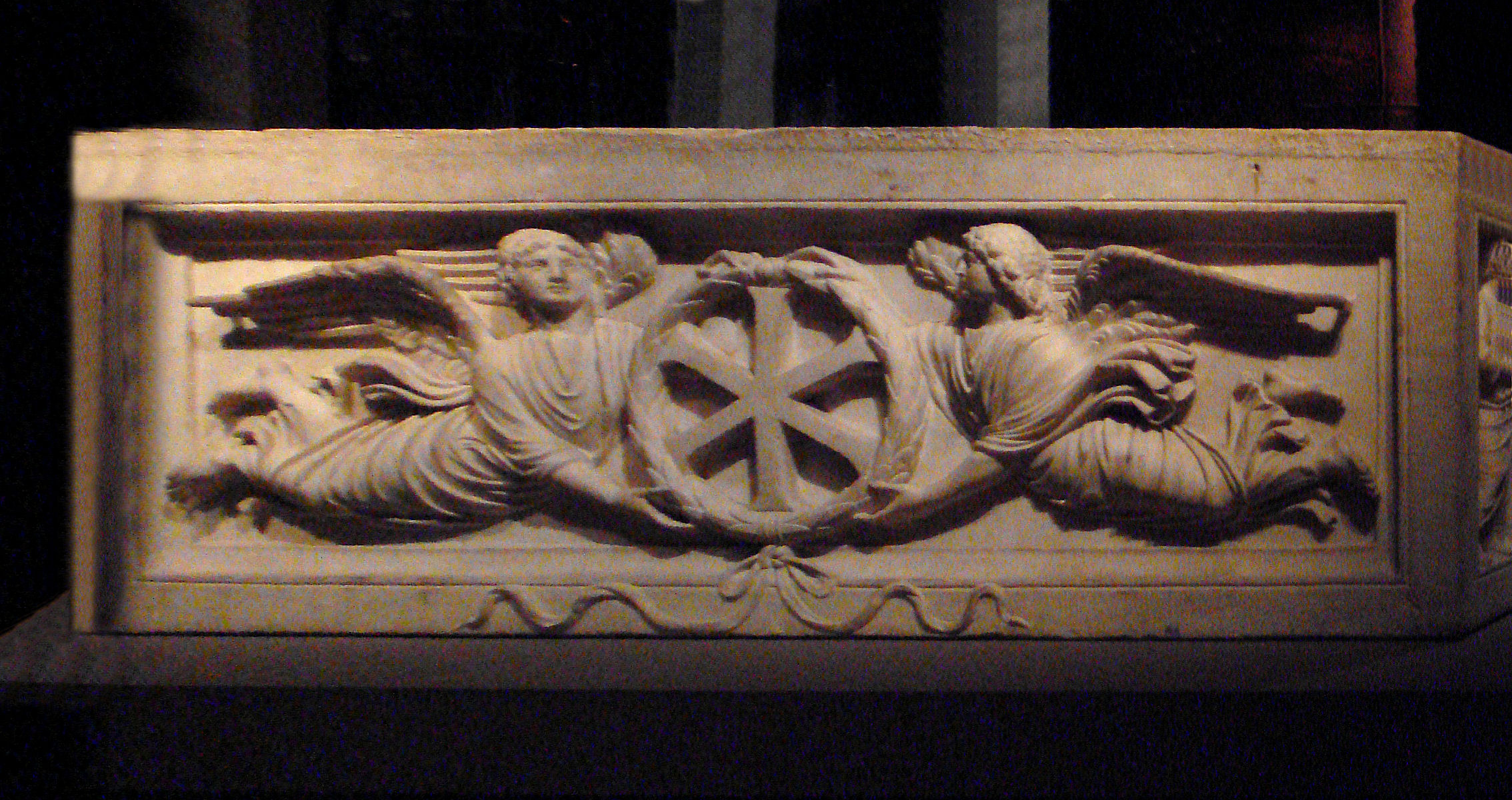
コンスタンチノープルのキリスト教の石棺のXIモノグラム、400年頃。